# Palatenda
Il Palatenda o Teatro Tenda di Lampugnano fu una struttura polivalente iniziata a costruire dai Togni a Milano nel 1980, inaugurata nel 1983 e demolita nel 1986, per essere sostituita dal PalaSharp.

## Storia

Interno del Palatenda durante il concerto di Vasco Rossi del 14 settembre 1985

Nel 1971 l'area verde di 38 ettari adiacente al Monte Stella, fu costituita a parco urbano e piantumata. Purtroppo un'incerta gestione di questa risorsa indusse a vari usi impropri: manifestazioni sportive, fiere commerciali, feste di partito, spettacoli all'aperto; fu persino costruita diversi anni dopo all'interno del parco un'area divertimenti che includeva un circo: il PalaTenda di Lampugnano.
Proprio alle spalle del convento della Congregazione delle suore della riparazione, la struttura, originariamente progettata come tendone del circo, fu costruita dal 1980 al 1983 e aperta nel febbraio 1983 con il nome di Teatro Tenda Lampugnano.  L'edificio poteva ospitare fino a 5.300 spettatori in occasione di eventi concertistici e veniva utilizzato principalmente come palcoscenico per spettacoli teatrali e spettacoli di musicisti di fama internazionale.
Il 4 febbraio del 1985, pochi giorni dopo una  nevicata, era previsto all'interno del Palasport di San Siro il primo concerto in Italia degli U2. Essendo il tetto del palazzone crollato sotto il peso della eccezionale nevicata, il concerto venne spostato al meno capiente Palatenda, una struttura che per qualche tempo sopperì alla mancanza del palazzetto nel capoluogo lombardo.
Nel Teatro Tenda cantarono artisti come Eric Clapton, Fabrizio De André, Joan Armatrading, Sting, Alberto Fortis, Paco de Lucía, Al Di Meola, John McLaughlin, Francesco Guccini, Oscar Peterson, Metallica, China Crisis, Siouxsie And The Banshees, Simple Minds, Joan Jett, Scorpions, Pino Daniele, Edoardo Bennato, Vasco Rossi, Sade Adu, Lucio Dalla, The Church, Saxon, Talk Talk, Joe Cocker e Elton John, Asia, Weather Report.
Per alcuni mesi del 1985, anche l'Olimpia Milano giocò all'interno del tendone del Palatenda
L'edificio fu poi sostituito dal PalaSharp nel 1986, che sorse nella stessa area.